# 拉哈德尔
拉哈德尔，是西班牙加泰罗尼亚巴塞罗那省的一个市镇。总面积46平方公里，总人口389人（2001年），人口密度8人/平方公里。